# Línea espectral

Las líneas espectrales se detectan como líneas de absorción (A) o líneas de emisión (B) dependiendo de las posiciones del detector, el gas y la fuente luminosa.

Una línea espectral es una línea oscura o brillante en un espectro uniforme y continuo, resultado de un exceso o una carencia de fotones en un estrecho rango de frecuencias, comparado con las frecuencias cercanas. Cuando existe un exceso de fotones se habla de una línea de emisión. En el caso de existir una carencia de fotones, se habla de una línea de absorción. El estudio de las líneas espectrales permite realizar un análisis químico de cuerpos lejanos, siendo la espectroscopia uno de los métodos fundamentales usados en la astrofísica, aunque es utilizada también en el estudio de la Tierra.

## Historia

Líneas de Fraunhofer con su notación alfabética y las longitudes de onda correspondientes.

La línea espectral fue un fenómeno que permaneció insospechado hasta los primeros estudios realizados con prismas sobre la descomposición de la luz. La primera observación de una línea espectral fue la línea de emisión del sodio, realizada por Thomas Melvill en 1752. Con la ayuda de un prisma, observó la luz de unas sales calentadas por una llama y descubrió una línea intensa, amarilla.
El descubrimiento de las líneas de absorción se remonta al siglo XIX, en 1802, cuando William Hyde Wollaston en su investigación sobre los prismas, observó unas líneas negras en el espectro habitualmente continuo de la luz descompuesta. Estas líneas tenían la particularidad de no cambiar de posición independientemente de cual fuese el prisma y de su material. Joseph von Fraunhofer utilizó esta observación para desarrollar una forma de medir las longitudes de onda tomando esas líneas como referencia. Gustav Robert Kirchhoff desarrolló así un sistema de referencias, utilizando las líneas más visibles del espectro solar y numerándolas. Esas líneas de referencia se utilizaban luego para calibrar los instrumentos de medición y espectroscopia.
Mientras que Fraunhofer estableció la medida de la longitud de onda de algunas de las líneas espectrales, fue  Anders Jonas Ångström quien determinó las longitudes de onda de casi mil líneas de absorción utilizando rejillas de difracción en 1869, reemplazando el sistema de líneas de Fraunhofer y la numeración de Kirchhoff hasta 1890.

## Tipos de líneas espectrales

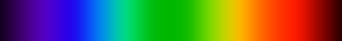
Espectro continuo.

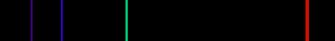
Líneas de emisión.

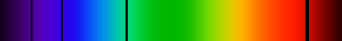
Líneas de absorción.

Las líneas espectrales son el resultado de la interacción entre un sistema cuántico —por lo general, átomos, pero algunas veces moléculas o núcleos atómicos— y fotones. Cuando un fotón tiene una energía muy cercana a la necesaria para cambiar el estado de energía del sistema (en el caso del átomo el cambio de estado de energía sería un electrón cambiando de orbital), el fotón es absorbido. Tiempo después, será reemitido, ya sea en la misma frecuencia —o longitud de onda— que originalmente tenía, o en forma de cascada, es decir, una serie de fotones de diferente frecuencia. La dirección en la que el nuevo fotón será reemitido estará relacionada con la dirección de donde provino el fotón original.
Dependiendo del tipo de gas, la fuente luminosa y lo que arribe al detector, se pueden producir dos tipos de líneas: de emisión o de absorción. Si el gas se encuentra entre el detector y la fuente de luz —la cual, por lo general, se tratará de una fuente con espectro continuo—, de tal forma que el detector pueda observar el espectro tanto del gas como de la fuente, se observará una disminución de la intensidad de la luz en la frecuencia del fotón incidente, debido a que la mayor parte de los fotones reemitidos saldrán en direcciones diferentes a las que poseían los fotones originales. En este caso se observará una línea de absorción. Por otro lado, si el detector es capaz de observar el gas, pero no puede ver la fuente de luz, se observarán solamente los fotones reemitidos, resultando en líneas de emisión.
La posición de las líneas espectrales depende del átomo o molécula que las produzca. Debido a lo anterior, estas líneas son de gran utilidad para identificar la composición química de cualquier medio que permita pasar la luz a través de él. Varios elementos químicos se han descubierto gracias a la espectroscopia. Entre algunos de estos están el helio, el talio y el cerio. Las líneas espectrales también dependen de las condiciones físicas del gas. Por esta razón, son comúnmente utilizadas para determinar las características físicas, además de la composición química, de estrellas y otros cuerpos celestes, para los cuales no existe ningún otro método de análisis.
Existen otros mecanismos de producción de líneas espectrales, además de las interacciones fotón-átomo. Dependiendo del tipo de interacción física (entre moléculas, átomos, etc.), la frecuencia de los fotones resultantes puede ser muy diversa. Debido a esto, se pueden observar líneas en cualquier región del espectro electromagnético, desde las ondas de radio hasta los rayos gamma.

## Nomenclatura
Muchas líneas espectrales, las llamadas «líneas de Fraunhofer», poseen una nomenclatura especial. Por ejemplo la línea producida por el átomo de calcio una vez ionizado, a una longitud de onda de 430,774 nm, se conoce como la «línea K». A las líneas de átomos que no tienen una designación de Fraunhofer especial se les suele denotar por el símbolo del elemento químico en cuestión, seguido de un número romano. Para los átomos neutros se utiliza el número I. Si el átomo está ionizado una vez, se usa el número II, III para átomos ionizados dos veces y así sucesivamente. En muchos casos, debido a que un mismo átomo produce una serie de líneas, se suele añadir también la longitud de onda, por lo general en angstroms —en el caso del espectro en luz visible— u otras unidades (nanómetros, micras, etc.). Por ejemplo, para el caso de la línea del estroncio ionizado una vez, a 407,7 nm, se utiliza la nomenclatura «SrII λ4077».
Existen algunas líneas que solamente se pueden producir en gases cuya densidad es mucho menor a la que se podría tener en condiciones normales en la Tierra. Esta clase de líneas se conocen como líneas prohibidas. Para estas líneas se suele escribir el símbolo químico y el número romano entre corchetes. Por ejemplo, [OIII] λ5007 es la línea prohibida del oxígeno ionizado dos veces, en 5007 Å.
Un caso especial son las líneas producidas por el átomo de hidrógeno neutro. En este caso se utilizan letras griegas para designarlas, antecedidas por otros símbolos, dependiendo de nivel energético hacia el cual el electrón desciende. Para cambios hacia primer nivel (serie de Lyman) desde el segundo se utiliza la nomenclatura «Lyα», del nivel 3 al 1 se utiliza la nomenclatura «Lyß», y así, sucesivamente. Para cambios hacia nivel 2 (serie de Balmer) desde el 3 se utiliza la nomenclatura «Hα»; del 4 al 2, «Hβ»; del 5 al 2, «Hγ»; etc. En el caso de cambios hacia el nivel 3 desde niveles superiores (serie de Paschen) se utilizan «Paα», «Paβ», «Paγ», etc. Hacia el nivel 4 desde niveles más altos (serie de Brackett), la designación es «Brα», «Brβ», «Brγ», etc. Para transiciones hacia niveles más altos, se utiliza el número del nivel más bajo. Por ejemplo, para un electrón que va del nivel 23 al nivel 22, se utilizaría «22α», del nivel 24 al 22, «22β», etc.

## Desplazamiento y ensanchamiento de las líneas espectrales

### Desplazamiento Doppler
Ocurre comúnmente que las líneas espectrales de objetos astronómicos se observen en longitudes de onda diferentes a la que teóricamente se producen. Este fenómeno, conocido como efecto Doppler, ocurre cuando el objeto se mueve acercándose al observador o alejándose de éste. En el primer caso, la línea se observa en longitudes de onda menores a la teórica –se dice que el espectro se corre hacia el azul—. En el segundo caso, la línea se observa en longitudes de onda mayores a la teórica —es decir, el espectro se corre al rojo—. Este efecto depende de la velocidad que tenga el objeto con respecto al observador. La relación, cuando la velocidad del objeto relativa al observador es mucho menor la velocidad de la luz en el vacío, está dada por la ecuación:
{\displaystyle \nu _{o}=\left(1-{\frac {v}{c}}\right)\nu _{t}\,}
En donde {\displaystyle \nu _{o}} es la frecuencia observada, {\displaystyle v} es la velocidad del objeto relativa al observador, {\displaystyle c} es la velocidad de la luz en el vacío y {\displaystyle \nu _{t}} es la frecuencia teórica. Puede notarse que si {\displaystyle v=0}, es decir, si el objeto no se mueve con respecto al observador, la línea se observará en la misma posición que debe tener teóricamente.

### Ensanchamiento de líneas
Las líneas espectrales se extienden sobre un rango de frecuencias, en vez de una sola frecuencia (es decir tienen un ancho de línea diferente de cero). Existen varios factores que hacen que la línea se ensanche y cada uno de ellos le dará diferente forma a la misma. Estos factores pueden ser debidos a condiciones locales o a condiciones externas. Los primeros ocurren dentro del objeto emisor, usualmente dentro de una zona lo suficientemente pequeña como para que se pueda dar un equilibrio termodinámico local. Los segundos se tratan de cambios en la distribución espectral de la radiación al tiempo que esta atraviesa el medio que se pudiera encontrar entre el observador y el objeto. Puede darse el caso también de que las diferentes partes de un mismo objeto emitan radiación de forma diferente entre estas (por ejemplo, en una galaxia lejana, debido a que está compuesta por estrellas de diferentes clases, además de medio interestelar, su espectro resultaría en una combinación del espectro de todos los objetos que la componen), resultando en una combinación de la radiación observada.

#### Ensanchamiento debido a efectos locales

##### Ensanchamiento natural
El principio de incertidumbre de Heisenberg para la energía y el tiempo establece que si existe una incertidumbre {\displaystyle \Delta t} en el tiempo en que permanece un sistema en un estado de energía, entonces el sistema tiene una energía dentro de un rango {\displaystyle \Delta E}, en vez de una energía específica, lo que se traduce en un rango de frecuencias en los fotones emitidos. Un electrón en un nivel de energía diferente del estado base tiende a permanecer un cierto tiempo en este nivel hasta que finalmente decae hacia un nivel de energía inferior. El tiempo exacto durante el cual permanece en ese estado no es el mismo en cada decaimiento; es  aleatorio, por lo que no se puede calcular analíticamente. Sin embargo, por medio de estadística, se puede calcular un tiempo de vida promedio. Si se tiene un conjunto de átomos, cada uno de los cuales tiene un electrón en un mismo estado excitado, después de un tiempo {\displaystyle \tau }, una fracción de los electrones habrán decaído a un nivel más bajo. Después de otro tiempo {\displaystyle \tau }, de los electrones que quedaban en estado excitado, una fracción similar decaerá. Es decir, la población de electrones en estado excitado disminuirá de forma exponencial. Expresado en forma de ecuación, el número de electrones en el estado excitado a un tiempo {\displaystyle t} será:
{\displaystyle n(t)=n(0)\exp \left(-{\frac {t}{\tau }}\right)}
Donde {\displaystyle n(t)} es el número de electrones en estado excitado en un tiempo {\displaystyle t} y {\displaystyle n(0)} es el número de electrones en estado excitado que había en un principio. El flujo de radiación emitido por estos electrones también será una función exponencial decreciente:
{\displaystyle L(t)=L(0)\exp \left(-\gamma t\right)}
con {\displaystyle \gamma } una constante que nos indica la tasa de decaimiento del flujo.

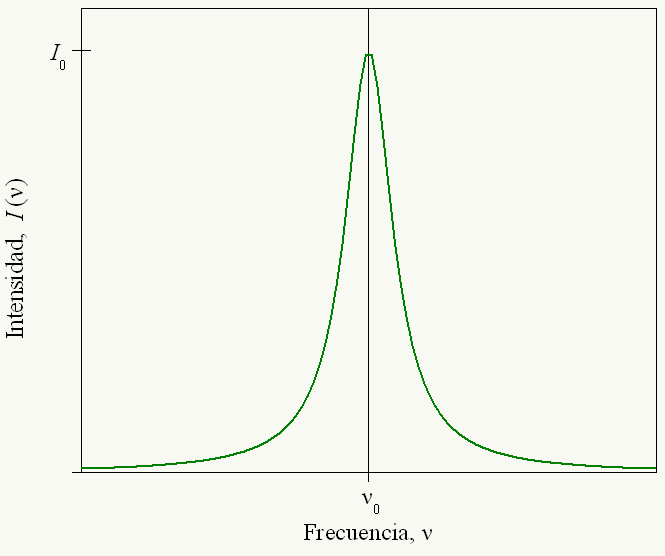
Ensanchamiento natural de una línea de emisión. La línea adquiere un perfil lorentziano.

Sabiendo el flujo de radiación en función del tiempo, se puede calcular la intensidad de la radiación en función de su frecuencia a través de una transformada de Fourier, aplicada a la función de flujo. La función resultante es una función de Lorentz:
{\displaystyle I(\nu )=I_{0}{\frac {(\gamma /4\pi )^{2}}{(\nu -\nu _{0})^{2}+(\gamma /4\pi )^{2}}}}
Donde {\displaystyle I_{0}} es la  máxima intensidad de radiación que alcanza la línea y {\displaystyle \nu _{0}} es la frecuencia central de la línea.
Típicamente, una línea espectral ensanchada de forma natural tiene un ancho a media altura en un rango entre 0,1 a 100 MHz o, en términos de longitud de onda, entre {\displaystyle 10^{-4}} y {\displaystyle 10^{-7}} nm. En su forma más sencilla, el ancho a media altura para el ensanchamiento natural se puede calcular a través de la siguiente expresión:
{\displaystyle \delta \nu _{L}={\frac {e^{2}\nu _{0}^{2}}{3\epsilon _{0}mc^{3}}}={\frac {\gamma }{2\pi }}}
con {\displaystyle e}, la carga del electrón y {\displaystyle \epsilon _{0}} la permitividad eléctrica del vacío.  Estos anchos son mucho menores a los que se encuentran normalmente en objetos astronómicos cuyas líneas espectrales han sido ensanchadas por otros factores. Sin embargo, el ensanchamiento natural puede ser importante en algunos casos, como por ejemplo en espectroscopia láser. Aun cuando otros tipos de ensanchamientos dominen al ensanchamiento natural, las alas de la distribución de Lorentz (es decir los lados que tienden a cero en la función), pueden contribuir a la radiación emitida o absorbida, ya que la función de Lorentz cae de una forma más lenta, comparada con otras funciones, por ejemplo, la exponencial.

##### Ensanchamiento Doppler térmico
En la teoría cinética de los gases, la temperatura de un gas es una consecuencia de la energía cinética de las partículas que lo conforman. La velocidad a la que las partículas se mueven depende de la temperatura que dicho gas tenga. Sin embargo, las partículas tendrán diferentes velocidades. Cuando el gas se encuentra en equilibrio termodinámico, el número de partículas que poseen una cierta velocidad se puede conocer haciendo uso de la estadística de Maxwell-Boltzmann. A partir de esta, se puede llegar a la distribución de Maxwell-Boltzmann, que nos relaciona la fracción {\displaystyle f} de átomos con un cierto intervalo infinitesimal de velocidades y la temperatura del gas:
{\displaystyle f(v_{x},T)={\sqrt {\frac {m}{2\pi kT}}}\exp \left(-{\frac {mv_{x}^{2}}{2kT}}\right)}
En esta ecuación, {\displaystyle v_{x}} es la velocidad de las partículas en la dirección del observador, {\displaystyle m} es la masa de las partículas, {\displaystyle T} es la temperatura del gas y {\displaystyle k} es la constante de Boltzmann.

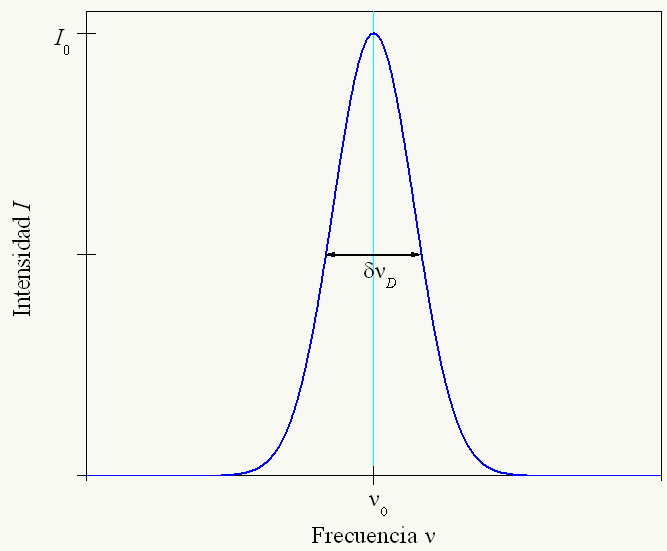
Ensanchamiento de una línea de emisión por efecto Doppler. El perfil de la línea es una función de Gauss, la cual decae más rápidamente que una función de Lorentz.

Al igual que en el caso del desplazamiento Doppler, una partícula que se acerca o se aleja del observador emitirá una línea espectral con menor o mayor longitud de onda, respectivamente, a la predicha por la teoría. Debido a que el desplazamiento Doppler depende directamente de la velocidad, las partículas del gas emitirán líneas espectrales siguiendo una distribución de longitudes de onda similar a la distribución de Maxwell-Boltzmann. Esta última es una distribución gaussiana. Usando un poco de álgebra, se puede pasar de la fracción de átomos con cierta velocidad a una intensidad de luz y, por medio de la ecuación para el efecto Doppler, el argumento del exponencial se puede escribir en términos de la frecuencia. La forma final de la línea ensanchada por efecto Doppler térmico será:
{\displaystyle I=I_{0}\exp \left[-{\frac {mc^{2}}{2kT}}\left({\frac {\nu -\nu _{0}}{\nu _{0}}}\right)^{2}\right]}
Donde {\displaystyle I} es la intensidad e {\displaystyle I_{0}} es la intensidad máxima de la línea. El ancho a media altura en este caso es:
{\displaystyle \delta \nu _{D}={\frac {2\nu _{0}}{c}}{\sqrt {\frac {2kT\ln 2}{m}}}}
Debido a que los anchos de las líneas dependen directamente de la temperatura del gas que lo produce, éstos pueden tomar un amplio rango de valores. En la mayoría de los casos estos anchos son mucho mayores a los producidos por el ensanchamiento natural. El perfil del ensanchamiento Doppler es mucho más redondeado que el del ensanchamiento natural. Por otro lado, las alas de la función exponencial decaen más rápidamente a cero que la función de Lorentz conforme cada una de estas se alejan del centro. Esto provoca que, en algunos casos, el ensanchamiento natural tenga, en las zonas alejadas de la frecuencia central, una contribución a la intensidad más importante que el ensanchamiento Doppler.

##### Ensanchamiento por presión
En los fluidos, la presión es una consecuencia de las colisiones de las partículas que los conforman. Una superficie dentro de un fluido (por ejemplo, la pared del contenedor de un gas) recibe, en promedio, la misma cantidad de colisiones en un mismo período. Esto se traduce en una fuerza constante dentro de esa área, lo que da lugar a la presión. Cuanta mayor presión exista en un gas, mayor será el número de colisiones sobre un área determinada.
En lo que respecta a una partícula aislada, otras partículas dentro del gas al cual pertenece colisionarán con ella con una frecuencia mayor cuanto mayor sea la presión. Estas colisiones afectarán la forma de la radiación que emita la partícula de formas muy diversas, dependiendo del tipo de interacción que exista entre las partículas al momento del choque. Asimismo, existen muchas clases de interacciones que vuelven este problema muy complejo de tratar matemáticamente. Sin embargo, se pueden mencionar algunos casos sencillos que tienen gran relevancia experimental.
- Ensanchamiento por presión de impacto. Cuando una partícula emisora es impactada por otra, la emisión de luz es interrumpida abruptamente. Las colisiones entre partículas son completamente aleatorias, pero, estadísticamente se espera un tiempo promedio entre colisión y colisión, que se denota por {\displaystyle {\bar {t}}}. Usando los mismos argumentos que en el caso del ensanchamiento natural, se puede obtener el número de partículas {\displaystyle N(t)} que no han sufrido una colisión después de un tiempo {\displaystyle t}, a partir de la siguiente fórmula:

{\displaystyle N(t)=N(0)\exp \left(-{\frac {t}{\bar {t}}}\right)}
Aquí, {\displaystyle N(0)} es el número de partículas sin recibir un impacto al tiempo {\displaystyle t=0}. La expresión anterior es similar a la expresión obtenida para el ensanchamiento natural, por lo que el perfil de la línea será nuevamente una función de Lorentz. Para este caso, el ancho a media altura será:
{\displaystyle \delta \nu _{i}={\frac {1}{2\pi {\bar {t}}}}}

Parámetro de impacto ρ de una partícula P con una velocidad relativa v perturbando a un átomo A.

- Aproximación de impacto. En esta aproximación, basada en el punto anterior, se supone una colisión casi instantánea, en la que la duración de esta es mucho menor al tiempo promedio entre cada choque. La duración de una colisión se puede estimar en términos de una velocidad relativa media, {\displaystyle {\bar {v}}} entre las dos partículas y una distancia de máximo acercamiento entre las mismas. Dicha distancia es conocida como parámetro de impacto (véase la figura) y se representa por {\displaystyle \rho }. El tiempo medio entre colisiones, {\displaystyle {\bar {t}}}, se puede estimar por medio de:

{\displaystyle {\bar {t}}\simeq {\frac {\rho }{\bar {v}}}\,}
Para este caso, podemos usar la ecuación del caso anterior y aplicar los criterios de la aproximación (es decir, {\displaystyle \tau _{c}<{\bar {t}}}) y la expresión anterior para obtener la siguiente desigualdad:
{\displaystyle \delta \nu _{i}<{\frac {\bar {v}}{2\pi \rho }}}
{\displaystyle |\nu _{0}-\nu |<{\frac {\bar {v}}{2\pi \rho }}}
Debido a la similitud con las expresiones de casos anteriores, se puede notar que la forma del perfil de la línea será nuevamente lorentziana. Sin embargo, en este caso la existencia de varios posibles parámetros de impacto provoca un desplazamiento de la línea. Para que la línea sea perturbada, el parámetro de impacto debe ser menor a un parámetro de impacto crítico, conocido como radio de Weisskopf.  La forma de la línea en este caso será:
{\displaystyle I(\nu )=I_{0}{\frac {(w/2)^{2}}{(\nu -\nu _{0}-d)^{2}+(w/2)^{2}}}}
En donde {\displaystyle w} y {\displaystyle d} son el ancho a media altura y el desplazamiento en frecuencia, respectivamente.